# Vízvár
Vízvár é um município da Hungria, situado no condado de Somogy. Tem 32,24 km² de área e sua população em 2019 foi estimada em 541 habitantes.